# Prádena
Prádena – gmina w Hiszpanii, w prowincji Segowia, w Kastylii i León, o powierzchni 46,33 km². W 2011 roku gmina liczyła 605 mieszkańców.